# رویال تار فایر
رویال تار آتش (به انگلیسی: Royal Tar fire) یک کشتی بود که طول آن 160 ft بود. این کشتی در سال ۱۸۳۲ ساخته شد.